# Malkara
Malkara (grec: Μάλγαρα, Malgara) és una ciutat i districte de la província de Tekirdağ a la regió de la Màrmara a Turquia. Es troba a 55 km a l'oest de Tekirdağ i 190 km d'Istanbul. El districte cobreix una superfície de 1.225 km², el que el fa el més gran de la província.

## Història
Es diu que en temps de les guerres mèdiques es va donar al lloc el nom de Margaara, que derivava del persa Margaar ("niu de serps"). No obstant una altra tradició diu que la població va agafar el nom per Malgar, un general d'Alexandre el Gran, que hi va construir una fortalesa que va existir fins als temps dels romans d'Orient.
La fortalesa i poble adjunt va passar per primer cop als otomans quan es va produir la conquesta de Vize (turc Bizye) en una data no anterior al setembre del 1357 i no posterior a l'agost de 1358, i de Kypsela (Ipsala). Fou governada durant força temps per udj begis àmpliament autònoms a partir del 1376, sent la família governant els Turakhan-oghullari (després traslladats a Tessàlia). Al segle xvii la va visitar Evliya Çelebi. El 1809 s'hi van revoltar els geníssers. Malkara fou ocupada pels russos durant la guerra del 1828 i altre cop a la guerra de 1877-1878. Al segle xix encara quedaven 150 cases armènies (unes 1000 persones) i 100 cases gregues. Malkara era un kada del sandjak de Gal·lípoli (Gelibolu). A la guerra dels Balcans (1912-1913) fou ocupada pels búlgars durant més de vuit mesos.